# Enanatum II.
Enanatum II. (2405 bis 2400 v. Chr.) war ein frühdynastischer König von Lagaš und Sohn von En-metena sowie Bruder von Eanatum.
Er fand vermutlich zusammen mit seiner Familie bei einem Angriff der Elamier den Tod.